# Marie-Christine del Belgio
Principessa Marie-Christine del Belgio (Marie-Christine Daphné Astrid Elisabeth Léopoldine; Bruxelles, 6 febbraio 1951) è un membro della famiglia reale belga.

## Biografia

### Infanzia
È figlia di Leopoldo III del Belgio e della sua seconda moglie Mary Lilian Baels (nota come principessa di Réthy o sua altezza reale principessa Lilian del Belgio). I suoi fratelli sono il principe Alexandre del Belgio e la principessa Marie-Esméralda del Belgio. I suoi fratellastri includono re Baldovino I del Belgio, l'ex sovrano del Belgio re Alberto II e la principessa Giuseppina Carlotta del Belgio (granduchessa del Lussemburgo). I suoi nonni paterni erano il re Alberto I del Belgio e la regina Elisabetta Gabriella nata duchessa in Baviera; quelli materni Henri Baels ed Anne Marie de Visscher.
I suoi padrini furono Re Baldovino I del Belgio e l'Infanta Maria Cristina di Spagna.
Sebbene all'ex Miss Baels non fu dato l'appellativo di Sua Maestà con il prefisso di Regina del Belgio, lei ed i suoi bambini, incluso Marie-Christine, hanno ricevuto l'appellativo di Altezza Reale e Principe/Principessa del Belgio.
Il 9 maggio 1962, ha ricevuto la sua Prima Comunione e Cresima, officiata dal Vescovo Fulton Sheen.

### Matrimoni e carriera cinematografica
Il suo primo matrimonio, con Paul Drucker (Toronto, Ontario, 1º novembre 1937 – 1º aprile 2008) a Coral Gables, Contea di Miami-Dade, Florida, il 23 maggio 1981, durò 40 giorni (anche se non furono formalmente divorziati fino al 1985); sposò successivamente Jean-Paul Gourges a Westwood, Contea di Lassen, California, il 28 settembre 1989. L'attore americano James Coburn fu il testimone dello sposo al suo matrimonio con Jean-Paul Gourges.
La Principessa Marie-Christine ha lavorato come attrice a Los Angeles usando il suo terzo nome "Daphné". Marie-Christine e suo marito vivono a San Diego in California.

### Dissidi con la famiglia reale belga
Figura controversa in Belgio, la principessa in passato ha affermato di essere stata violentata da adolescente e picchiata dalla madre. Ha vissuto una vita da jet-set, ma negli ultimi anni ha affermato di aver dilapidato il suo intero patrimonio. Quando fu ospite in una sede dell'ambasciata del Belgio all'estero, Marie-Christine rifiutò di brindare a suo fratello Baldovino dicendo: "Lui non è il mio re". Il 17 aprile 2007, in una rara intervista, ha detto "l'abolizione della monarchia potrebbe rivelarsi vantaggiosa per il Belgio".
La principessa nel corso degli anni mantenne sempre distanza dal resto della famiglia reale, infatti non partecipò ai funerali né di suo fratello Baldovino I nel 1993, né di sua madre Mary Lilian Baels nel 2002, né della sorella Giuseppina Carlotta nel 2005, e nemmeno del fratello Alexandre nel 2009.

## Ascendenza
|                           |                        |                                   | Genitori                                  |  |  | Nonni |  |  | Bisnonni           |  |  | Trisnonni             |  |
|                           |                        |                                   |                                           |  |  |       |  |  | Filippo del Belgio |  |  | Leopoldo I del Belgio |  |
|                           |                        |                                   |                                           |  |  |       |  |  | Filippo del Belgio |  |  | Leopoldo I del Belgio |  |
|                           |                        | Luisa d'Orléans                   |                                           |  |  |       |  |  | Filippo del Belgio |  |  |                       |  |
| Alberto I del Belgio      |                        |                                   |                                           |  |  |       |  |  | Filippo del Belgio |  |  |                       |  |
|                           |                        | Maria di Hohenzollern-Sigmaringen | Carlo Antonio di Hohenzollern-Sigmaringen |  |  |       |  |  |                    |  |  |                       |  |
|                           |                        | Maria di Hohenzollern-Sigmaringen | Carlo Antonio di Hohenzollern-Sigmaringen |  |  |       |  |  |                    |  |  |                       |  |
|                           |                        | Maria di Hohenzollern-Sigmaringen | Giuseppina di Baden                       |  |  |       |  |  |                    |  |  |                       |  |
| Leopoldo III del Belgio   |                        | Maria di Hohenzollern-Sigmaringen |                                           |  |  |       |  |  |                    |  |  |                       |  |
|                           |                        | Carlo Teodoro duca in Baviera     | Massimiliano Giuseppe di Baviera          |  |  |       |  |  |                    |  |  |                       |  |
|                           |                        | Carlo Teodoro duca in Baviera     | Massimiliano Giuseppe di Baviera          |  |  |       |  |  |                    |  |  |                       |  |
|                           |                        | Carlo Teodoro duca in Baviera     | Ludovica di Baviera                       |  |  |       |  |  |                    |  |  |                       |  |
| Elisabetta Wittelsbach    |                        | Carlo Teodoro duca in Baviera     |                                           |  |  |       |  |  |                    |  |  |                       |  |
|                           |                        | Maria José di Braganza            | Michele del Portogallo                    |  |  |       |  |  |                    |  |  |                       |  |
|                           |                        | Maria José di Braganza            | Michele del Portogallo                    |  |  |       |  |  |                    |  |  |                       |  |
|                           |                        | Maria José di Braganza            | Adelaide di Löwenstein-Wertheim-Rosenberg |  |  |       |  |  |                    |  |  |                       |  |
| Maria Cristina del Belgio |                        | Maria José di Braganza            |                                           |  |  |       |  |  |                    |  |  |                       |  |
|                           | Julius Ludovicus Baels | …                                 |                                           |  |  |       |  |  |                    |  |  |                       |  |
|                           | Julius Ludovicus Baels | …                                 |                                           |  |  |       |  |  |                    |  |  |                       |  |
|                           | Julius Ludovicus Baels | …                                 |                                           |  |  |       |  |  |                    |  |  |                       |  |
| Henri Louis Baels         | Julius Ludovicus Baels |                                   |                                           |  |  |       |  |  |                    |  |  |                       |  |
|                           |                        | Delphina Alexandrina Mauricx      | …                                         |  |  |       |  |  |                    |  |  |                       |  |
|                           |                        | Delphina Alexandrina Mauricx      | …                                         |  |  |       |  |  |                    |  |  |                       |  |
|                           |                        | Delphina Alexandrina Mauricx      | …                                         |  |  |       |  |  |                    |  |  |                       |  |
| Mary Lilian Baels         |                        | Delphina Alexandrina Mauricx      |                                           |  |  |       |  |  |                    |  |  |                       |  |
|                           |                        | Adolphe Auguste de Visscher       | …                                         |  |  |       |  |  |                    |  |  |                       |  |
|                           |                        | Adolphe Auguste de Visscher       | …                                         |  |  |       |  |  |                    |  |  |                       |  |
|                           |                        | Adolphe Auguste de Visscher       | …                                         |  |  |       |  |  |                    |  |  |                       |  |
| Anne Marie de Visscher    |                        | Adolphe Auguste de Visscher       |                                           |  |  |       |  |  |                    |  |  |                       |  |
|                           |                        | Alice Victoria Céline Opsomer     | …                                         |  |  |       |  |  |                    |  |  |                       |  |
|                           |                        | Alice Victoria Céline Opsomer     | …                                         |  |  |       |  |  |                    |  |  |                       |  |
|                           |                        | Alice Victoria Céline Opsomer     | …                                         |  |  |       |  |  |                    |  |  |                       |  |
|                           |                        | Alice Victoria Céline Opsomer     |                                           |  |  |       |  |  |                    |  |  |                       |  |